# باتیروو
باتیروو (انگلیسی: Batyrovo) یک شهرک در شهرستان فیودوروفسکی استان باشقیرستان کشور روسیه است.